# Строганов, Алексей Михайлович
Алексей Михайлович Строганов (22 июля 1962, п. Мундыбаш Таштагольского района Кемеровской области) — российский журналист, главный редактор «Новой таганрогской газеты» (со дня основания в мае 2001 года).

## Биография
Родился 22 июля 1962 года в поселке Мундыбаш Таштагольского района Кемеровской области. 
Закончил Днепродзержинский энергетический техникум. С 1987 до 1991 года работал электромонтёром на Таганрогском металлургическом заводе и учился на рабфаке отделения журналистики РГУ. В 1994 году закончил Ростовский государственный университет, факультет филологии и журналистики. 
Работал собственным корреспонденотом региональной газеты «Северный Кавказ», главным редактором Таганрогской телекомпании (21 канал), был одним из основателей и заместителем главного редактора газеты «Город» (Таганрог), директором АТН-Радио (1994—2001). 
В 2001 году выступил одним из создателей (совместно с О. Ф. Щербиной) и стал бессменным главным редактором «Новой таганрогской газеты», выпуск которой был приостановлен в марте 2012 года.